# Typhonium liliifolium
Typhonium liliifolium är en kallaväxtart som beskrevs av Ferdinand von Mueller och Heinrich Wilhelm Schott. Typhonium liliifolium ingår i släktet Typhonium och familjen kallaväxter. Inga underarter finns listade.